# Aleksandr Mikhaylovich Zaitsev

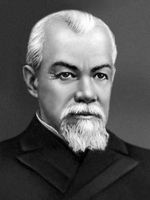
Aleksandr Mikhaylovich Zaitsev.

Aleksandr Mikhaylovich Zaitsev (tiếng Nga: Алекса́ндр Миха́йлович За́йцев) (1841 – 1910), là nhà hóa học người Nga ở Kazan. Ông làm việc với các hợp chất hữu cơ và là người đưa ra định luật Zaitsev để dự đoán sản phẩm của phản ứng khử.

## Những năm đầu
Zaitsev là con trai của một nhà buôn đường và trà, người đã quyết định cho con ông nên theo học ngành buôn bán. Tuy nhiên do sự thúc đẩy của người bác bên ngoại là nhà vật lý học Lyapunov, Zaitsev đã được ghi danh ở đại học Kazan để học về kinh tế. Vào thời điểm đó, Russia đang thử nghiệm hệ thống cameral tức là mỗi học sinh Nga đang học luật và kinh tế cần phải học thêm hai năm về hóa học. Do đó Zaitsev được giới thiệu cho Aleksandr Mikhailovich Butlerov.
Kể từ đó Zaitsev bắt đầu làm việc với Butlerov, người nhìn ra khả năng xuất sắc của ông khi làm việc trong phòng thí nghiệm, và mọi hành động của Zaitsev sau này khiến Butlerov cảm thấy Zaitsev là vật báu của hóa học hữu cơ Nga. Sau cái chết của cha, Zaitsev lấy bằng năm 1862, và ngay lập tức đi đến Đông Âu để học lên cao hơn, ông học cùng với Hermann Kolbe ở Marburg và Charles Adolphe Wurtz ở Paris.
Trong quãng thời gian 1862-1864, ông học với Kolbe ở Marburg và tại đây Zaitsev tìm ra các chất sulfoxit và muối trialkylsulfonium. Năm 1864, ông chuyển đến Paris, nơi ông làm việc một năm tại phòng thí nghiệm Wurtz trước khi quay về Marburg năm 1865. Vào lúc đó, Kolbe chấp nhận lời kêu gọi tới Leipzig, và Zaitsev lúc này đã hết tiền, quay trở về Nga. Khi trở về Zaitsev một lần nữa lại làm việc với Butlerov như một trợ lý không công.